# Ctirad Fiala
Ctirad Fiala (8. dubna 1948 – 7. února 2021 Brno) byl český hokejový obránce.

## Hokejová kariéra
V československé lize hrál za TJ ZKL/Zetor Brno. Odehrál 11 ligových sezón, nastoupil ve 383 ligových utkáních, dal 21 gólů a měl 42 asistencí. V nižších soutěžích hrál i za TJ Železárny Prostějov a během vojenské služby za VTJ Písek.

## Klubové statistiky
| Sezona    | Klub                   | Soutěž  | Základní část | Základní část | Základní část | Základní část | Základní část |
| Sezona    | Klub                   | Soutěž  | Z             | G             | A             | B             | TM            |
| --------- | ---------------------- | ------- | ------------- | ------------- | ------------- | ------------- | ------------- |
| 1966/1967 | TJ Železárny Prostějov | 2. liga | -             | 3             | -             | -             | -             |
| 1967/1968 | VTJ Písek              | 2. liga | -             | 0             | -             | -             | -             |
| 1967/1968 | TJ Železárny Prostějov | 2. liga | -             | -             | -             | -             | -             |
| 1968/1969 | TJ Železárny Prostějov | 2. liga | -             | -             | -             | -             | -             |
| 1969/1970 | TJ ZKL Brno            | 1. liga | 25            | 0             | 1             | 1             | -             |
| 1970/1971 | TJ ZKL Brno            | 1. liga | 34            | 3             | 2             | 5             | -             |
| 1971/1972 | TJ ZKL Brno            | 1. liga | 31            | 1             | 1             | 2             | 40            |
| 1972/1973 | TJ ZKL Brno            | 1. liga | 33            | 2             | 3             | 5             | 36            |
| 1973/1974 | TJ ZKL Brno            | 1. liga | 41            | 2             | 4             | 6             | -             |
| 1974/1975 | TJ ZKL Brno            | 1. liga | 41            | 5             | 9             | 14            | -             |
| 1975/1976 | TJ ZKL Brno            | 1. liga | 20            | 2             | 1             | 3             | -             |
| 1976/1977 | TJ Zetor Brno          | 1. liga | 41            | 2             | 2             | 4             | -             |
| 1977/1978 | TJ Zetor Brno          | 1. liga | 41            | 1             | 4             | 5             | 53            |
| 1978/1979 | TJ Zetor Brno          | 1. liga | 32            | 1             | 10            | 11            | 48            |
| 1979/1980 | TJ Zetor Brno          | 1. liga | 44            | 2             | 5             | 7             | 64            |
| 1981/1982 | TJ Zetor Brno          | 2. liga | 44            | 2             | 5             | 7             | 10            |